# Fachlosvergabe nach VOB/A
Die Fachlosvergabe (auch konventionelles Bauen oder Vergabe nach Losen genannt) ist ein Begriff aus dem deutschen Vergaberecht und bedeutet, dass im Vergabeverfahren Ausschreibungen aus mehreren Teilen bestehen können, die unabhängig voneinander zu vergeben sind. Diese Teile werden Lose genannt. Die VOB Teil A stellt für den Öffentlichen Auftraggeber ein verpflichtendes Regelwerk dar und gibt somit die Vergabeform als Standardverfahren vor. Dabei wird grundsätzlich zwischen Teillosen (mengenmäßige Aufteilung von Leistungen) und Fachlosen (Aufteilung nach Fachgebiet bzw. Gewerk) unterschieden.
Die Differenzierung nach Fachlos geschieht meist nach Handwerk- oder Gewerbezweig und kann somit regional unterschiedlich sein. Dabei ist es grundsätzlich nicht von Belang, in welchem Teil der Allgemeinen Technischen Vorschrift (ATV) der VOB Teil C die jeweilige Leistung verortet ist. Vielmehr ist von Bedeutung, dass die Zuordnung der Leistungen zu den Fachlosen sich aus gewerberechtlichen Vorschriften oder der regionalen Üblichkeit ergeben. So wird gewährleistet, dass es für das Fachlos einen Anbietermarkt gibt. Mehrere Fachlose zusammen, bilden somit eine Losgruppe. Durch das Zusammenführen von Fachlosen wird es ermöglicht, fachübergreifend anbieten zu können und den Koordinierungsaufwand zu minimieren. Typische Losgruppen sind zum Beispiel:  Estrich- und Bodenverlegearbeiten, Heizungs- und Sanitärarbeiten, Beton,- Maurer und Putzarbeiten sowie Abbruch und Rohbauarbeiten.
Es besteht allerdings die Ausnahme, nach der von der Losweisen Vergabe abgewichen werden darf, soweit technische und wirtschaftliche Gründe dies erfordern. Das setzt jedoch eine kritische Prüfung und Abwägung der Gründe voraus, welche für eine Gesamtvergabe und somit gegen eine Vergabe nach Losen sprechen. So sind insbesondere die Interessen des Mittelstandes bzw. die Grundsätze der Vergabe nach dem Gesetz gegen Wettbewerbsbeschränkungen zu beachten. Grundsätzlich sollen Klein- und Mittelständische Unternehmen nicht aufgrund der Losgröße vom Wettbewerb ausgeschlossen werden. Ihnen soll die Möglichkeit eingeräumt werden sich an dem Bieterverfahren zu beteiligen.

## Rechtliche Grundlagen

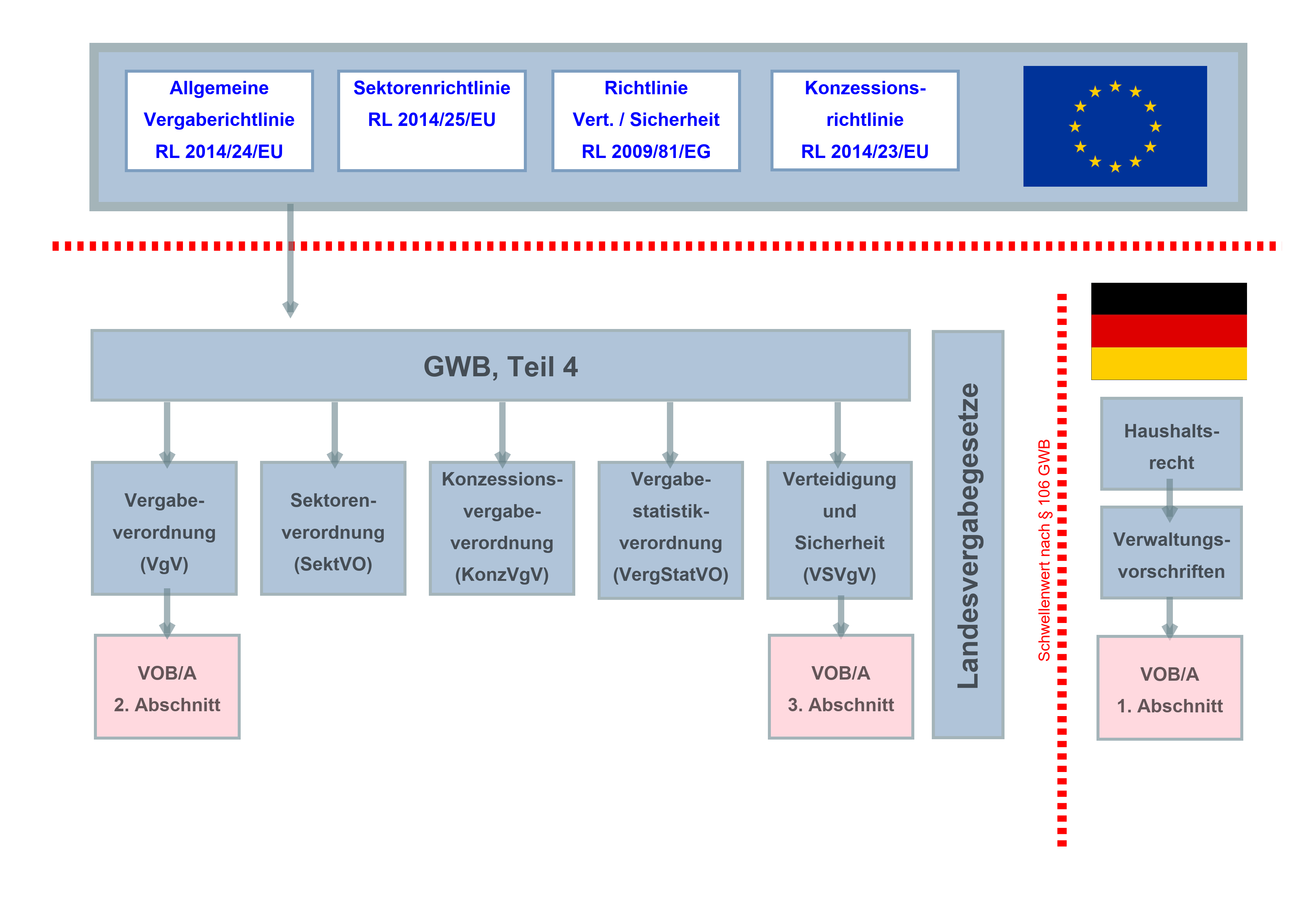
Vergaberecht in Deutschland

Die Fachlosvergabe oder Vergabe nach Losen findet sich nicht nur in der Vergabe- und Vertragsordnung für Bauleistungen (VOB/A) wieder, sondern gilt sinngemäß unter anderem für die Vergabe von Aufträgen auf dem Gebiet der Trinkwasser- oder Energieversorgung oder des Verkehrs, sogenannte Sektorentätigkeiten, durch Sektorenauftraggeber (SektVO), für die Vergabe von Liefer- und Dienstleistungsverträgen, dessen Auftragswert die Schwellenwerte gemäß § 106 GWB unterschreitet (UVgO), sowie für die Vergabeverordnung (VgV) selbst. Alle Verordnungen beziehen sich auf § 97 Abs. 4 Satz 2 GWB, in dem es heißt, dass Leistungen in der Menge aufgeteilt (Teillose) und getrennt nach Art oder Fachgebiet (Fachlose) zu vergeben sind. Hintergrund ist Mittelständische Interessen zu berücksichtigen und so steht es auch in § 5 Abs. 2 der VOB/A, wobei sich erst im 2. Abschnitt der VOB/A (Schwellenwert überschritten) wieder auf den Schutz des Mittelstandes bezogen wird.

## Fachlosvergabe und die HOAI
In den Leistungsphasen 5–7 nach HOAI werden Fachlose vergeben. In diesen Phasen befindet sich das Projekt bereits in einem fortgeschrittenen Zustand. Für den Workflow bedeutet dies, dass beispielsweise der Rohbau eines Gebäudes errichtet wurde und für den Innenausbau eine Ausschreibung für die Fachlosvergabe erfolgt. Man Spricht auch von einem sukzessiven Vergabeverlauf. Die Ausschreibung beinhaltet genaue Angaben über den Leistungsumfang. Jede Leistungsphase erfordert eine neue Ausschreibung der Losvergabe. Diese werden nacheinander also nicht gleichzeitig für alle Leistungsphasen vergeben.

### Leistungsphasen
Bei der Ausführungsplanung (LP 5), der Vorbereitung der Vergabe (LP 6) sowie der Mitwirkung bei der Vergabe (LP 7) werden Ausschreibungen zwecks Fachlosvergabe erstellt. In der Ausführungsplanung werden die Ergebnisse der bisherigen Entwürfe im engen Austausch mit Fachplanern ausgearbeitet (Massenermittlung). Diese dienen als Grundlage für die fachlich an der Planung Beteiligten. Es folgt eine detaillierte Objektbeschreibung. Im Anschluss werden Leistungsverzeichnisse erstellt. Bei der Vorbereitung der Vergabe liegen die hauptsächlichen Aufgaben in der Kostenkontrolle. Die vorgegebenen Leistungsverzeichnisse werden mit der Kostenberechnung verglichen. Nun erfolgt die Zusammenstellung der Vergabeunterlagen für alle Gewerke. Die Koordination der Ausschreibungsergebnisse sowie die Prüfung und Wertung der Angebote werden bei der Mitwirkung der Vergabe bearbeitet. In dieser Leistungsphase wird ein Preisspiegel nach Einzel- oder Teilleistungen erstellt und die Dokumentation des Vergabeverfahrens mit den Vertragsunterlagen vorbereitet. Abschließend werden Bewerbergespräche durchgeführt.

## Risiken und Chancen
Durch die Übermittlung eines mengenbasierten Leistungsverzeichnisses geht der Bauherr erste Risiken hinsichtlich der Kostensicherheit ein. Für eine Abweichung der im Leistungsverzeichnis aufgeführten Mengen sieht die VOB Teil B ein 10 % Regulativ vor.  Da nach tatsächlichem Aufwand bzw. Aufmaß abgerechnet wird, ergibt sich das Interesse des Auftraggebers zur Überwachung der tatsächlich ausgeführten Mengen. Hier ist der erhöhte Überwachungsaufwand auf Seiten des Auftraggebers zu erwähnen. Letztendlich sind die Kosten einer Leistung erst nach Erbringung dieser festzustellen, was dem Kostenrisiko des Auftraggebers zugerechnet werden kann.
Auch sind Fehlplanungen dem Risikogebiet des Auftraggebers zuzuschreiben, sodass die Art der Vergabe oftmals noch in Kombination mit baubegleitenden Planungen zu einem erhöhten Nachtragsrisiko führt, wenn zum Zeitpunkt der Vergabe nicht alle Leistungen bekannt und vollumfänglich geplant sind. Somit leistet ein detailliertes und vollständiges Leistungsverzeichnis einen entscheidenden Beitrag am Projekterfolg. Kostensteigerungen, welche aus Vergabelücken resultieren, können somit vermieden werden.
Auf der anderen Seite hat der Auftraggeber durch die baubegleitende Planung und der sukzessiv, dem Baufortschritt folgenden Vergabe ein hohes Maß an Steuerungsmöglichkeiten über das Ausmaß der ausgeschriebenen Leistungen. Während der Bauzeit hat der AG somit einen großen Einfluss auf die Qualität und Gestaltung der Ausführung. Der Vergabeumfang kann so den Eventualitäten, die sich aus dem Baufortschritt ergebenen, angepasst werden. Weiterhin kann er durch das naturgemäße direkte Weisungsbefugnis und die direkten Vertragsverhältnisse zu den Einzelgewerken schneller auf veränderte Randbedingungen oder Gegebenheiten reagieren. Allerdings muss ein erhöhter Steuerungs- und Koordinationsaufwand der einzelnen Gewerke durch den Bauherren verantwortet und geleistet werden.

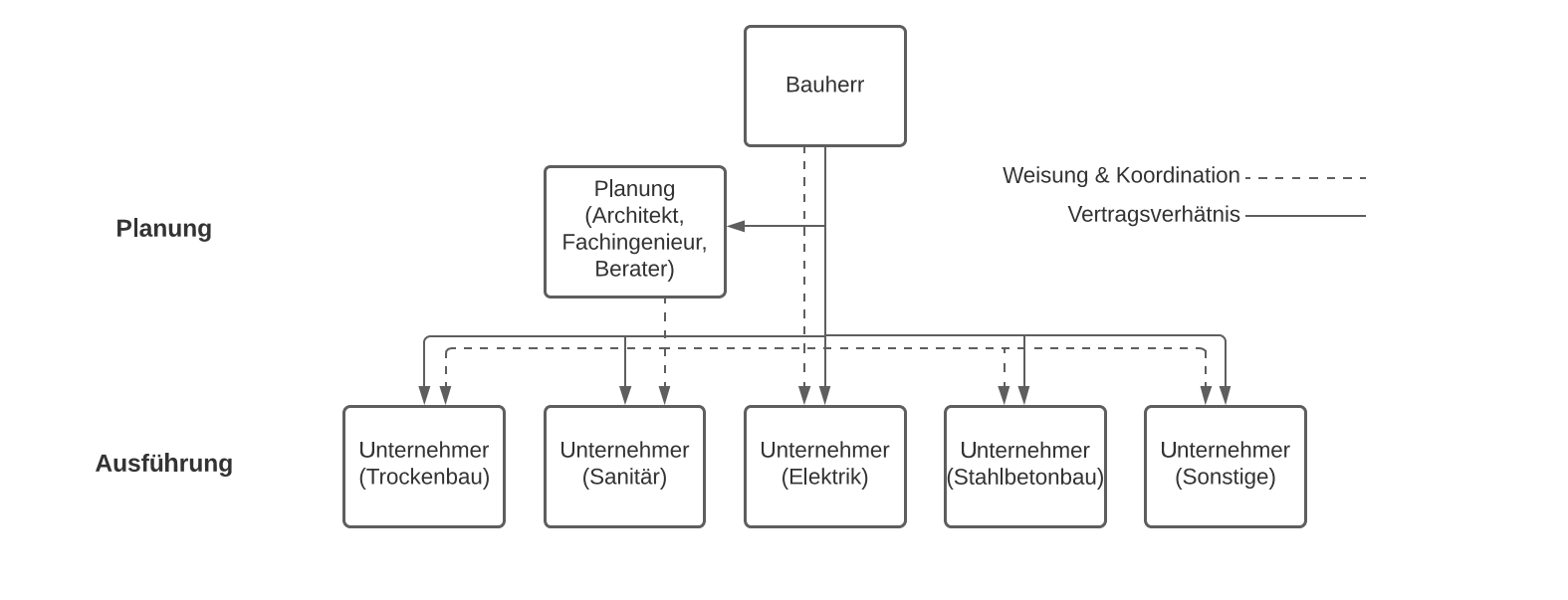
Organigramm: Fachlosvergabe

Der hohe Schnittstellen- und Koordinationsaufwand zeigt sich auch in der Durchsetzung von Vertragsfristen und Gewährleistungsansprüchen. Falls ein Unternehmen Insolvenz anmeldet oder seine Leistung schlicht und ergreifend nicht fristgerecht erfüllt, haftet der AG aufgrund der Vertragskonstellation für die sich hieraus ergebende Verschiebung gegenüber den nachfolgenden Gewerken. Anders als beim Generalunternehmer-Vertrag, bei dem oftmals ein fixer Fertigstellungstermin vertraglich vereinbart ist, muss der Auftraggeber die Einhaltung der Einzelfristen bei seinen Vertragspartnern einzeln durchsetzen. Auf der anderen Seite kann das Ausfallrisiko für Auftraggeber durch die Konzentration auf nur einen oder wenige Auftragnehmer verhindert werden, wenn dieser z. B. eine Insolvenz erleidet oder keine ordnungsgemäße Leistung erbringt, da der Auftragnehmer eines Loses leichter ersetzt werden kann.
Da die Vertragsverhältnisse zwischen einzelnen Fachfirmen und dem Auftraggeber bestehen, ergibt sich anders als beim Generalunternehmervertrag keine Gesamthaftung und Bürgschaft für die Bauleistung. Es ergeben sich unterschiedliche Gewährleistungsfristen, die mit der Abnahme der jeweiligen Einzelleistungen beginnen.

### Anwendungsgrenzen
Für den öffentlichen Auftraggeber ist die Vergabe nach Fachlosen bzw. Teillosen die zunächst vorgeschriebene Vergabeform. Sie ermöglicht dem Auftraggeber die Erstellung eines detaillierten Preisspiegels über jede ausgeschriebene Leistung  und hat zum Ziel, den wirtschaftlichsten Bieter vertraglich zu binden. Die Basis bildet hier ein möglichst großer Bieterkreis, da die Lose im Wesentlichen den lokalen Anbietermärkten entsprechen sollten. Somit fördert sie den Wettbewerb und ermöglicht auch kleinen und mittelständischen Unternehmen die Teilnahme am Bieterverfahren.
Weiterhin geht der Bundesrechnungshof aufgrund eigener Nachprüfungen von der Regelvermutung aus, das Generalunternehmervergaben, im Vergleich zur Vergabe nach Fachlosen, etwa 10 % teurere Beauftragungen verursachen.
Von einer Fachlosvergabe kann abgewichen werden, wenn wirtschaftliche und technische Gründe dies erfordern. Sie sind allerdings nur dann berücksichtigungsfähig, wenn sie über die typischen verfahrensbezogenen Schwierigkeiten hinausgehen. Sie müssen aus Sicht eines objektiven Betrachters ein erhebliches Gewicht haben und für diesen keine andere Entscheidung zulassen, als dass von einer Fachlosvergabe abzusehen ist. Dies ist der Fall, wenn eine bedarfsgerechte Durchführung der Bauleistung den Interessen des Mittelstandes überwiegt.
Weiterhin kann aus Gründen der einheitlichen Gewährleistung auf eine Vergabe nach Fachlosen verzichtet werden. Nach §4 Nr. 1 VOB/A sind Bauleistungen so zu vergeben, dass eine zweifelsfreie und umfassende Gewährleistung erreicht wird. Es kommen vor allem Leistungsbereiche in Betracht, die für eine erhöhte Schadensgeneigtheit und erschwerter Zuordnung der Verantwortlichkeiten gekennzeichnet sind. Als Beispiel sei hier der Bau eines Fahrstuhls und der Bau einer Zarge für den Aufzug genannt. Ziel ist eine einheitliche Gewährleistung für den Betrieb der Aufzugsanlage sicherzustellen.
Aus Gründen der Sicherheit kann ebenfalls von einer Fachlosvergabe abgesehen werden. Bei Bauleistungen, welche im laufenden Betrieb ausgeführt werden, sind die Verkehrssicherungspflichten nicht unerheblich. So kann auf kurzfristige Sicherungserfordernisse, die sich aus dem Bauablauf ergeben, zum Teil aufgrund der zu langen Kommunikationswege zwischen den Beteiligten (AN1, AG, AN2) nicht rechtzeitig reagiert werden. Als Beispiel seien hier Bauleistungen im Bahn- oder Straßenverkehr zu nennen.
Wenn eine nicht termingerechte Fertigstellung einer Bauleistung erhebliche und konkret bezifferbare wirtschaftliche Nachteile mit sich bringen würde, können kürzere Ausführungsfristen einen Grund darstellen, von der Fachlosvergabe abzusehen. Es sollte allerdings sichergestellt sein, dass unter der Berücksichtigung aller weiteren Maßnahmen, die für die Erstellung der Bauleistung benötigt werden, sich ein erheblicher Vorteil ergibt. Beispielsweise würden die Mietzeiten für etwaige Anmietungen während der Bauzeit geringer ausfallen.
In der Vergangenheit wurden Gesamtvergaben bejaht, welche Mehrkosten von 14 % nach sich zogen.
Stellt sich der Vergabeaufwand in einem Missverhältnis zum voraussichtlichen Auftragsvolumen dar, so ist eine Zusammenfassung mehrerer Fachlose gerechtfertigt. Allerdings muss das Vorgehen mit einer Gegenüberstellung der voraussichtlichen Kosten einer Vergabe (Personalkosten) gegenüber dem voraussichtlichen Auftragswert begründet sein.
Sofern ein besonderer technischer Zusammenhang zwischen den Leistungen besteht, kann ebenfalls von einer Fachlosvergabe abgesehen werden. Das ist zum einen der Fall, wenn bei der Lieferung eines technischen Systems die einheitliche Ausstattung mehrerer Gebäude notwendig ist um die Kompatibilität zu gewährleisten. Die Problematik der Kompatibilität sei auch im Zusammenhang mit Bauteilen mit hohem Vorfertigungsgrad genannt. Hier ist auf System- und Hallenbauten zu verweisen.
Weiterhin sind hierbei auch Modulbauten aufzuführen. Als Beispiel können sogenannte Fertigbäder oder komplette Raum-Module genannt werden, bei denen die Sanitärobjekte und der Innenausbau weitestgehend werkseitig erfolgt. Der Anschluss an die Grundleitungen sollte über ein zusammengefasstes Los erfolgen, da im Falle einer Undichtigkeit die Ursachenermittlung und Zuordnung des Mangels nur unter besonderen Schwierigkeiten möglich wäre.
Der Auftraggeber ist hier jedoch angehalten, nicht nur Angebote in Modulbauweise anzufordern, sondern auch herkömmliche Bauweisen gegenüberzustellen und sich detailliert mit den Vor- und Nachteilen zu befassen.

## Prinzipieller Ablauf einer (Fachlos-)Vergabe
Die Fachlosvergabe kann beispielsweise durch eine öffentliche Ausschreibung erfolgen.
Der Ablauf dieser Losvergabe besteht aus den folgenden 7 Etappen.
1. Bekanntgabe der Ausschreibung (§ 12 VOB/A)
2. Anforderung der Vergabeunterlagen
3. Versand der Vergabeunterlagen
4. Fristgerechte Abgabe der Angebote (§ 10 VOB/A)
5. Eröffnungstermin / Öffnung der Angebote (§ 14 VOB/A)
6. Prüfung und Wertung der Angebote (§ 16 VOB/A)
7. Erteilung des Zuschlags / Aufhebung der Ausschreibung

## Unterscheidung der Bauwirtschaft von anderen Branchen
Die Fachlosvergabe für Bauleistungen unterscheidet sich in wesentlichen Bestandteilen von anderen Branchen. Ein Hauptmerkmal für die Nutzung der Losaufteilung von Bauleistungen ist der Schutz und die Berücksichtigung der Mittelständischen Interessen.
Ein weiteres Kennzeichen der Fachlosvergabe ist die immer neue Zusammensetzung der Beteiligten eines Bauvorhabens, welches vor allem auch die mittelständischen Interessen unterstützen soll. Diese Besonderheit wird durch die in § 16b und § 16d der VOB/A gesetzlichen Grundlagen zur Eignung eines Bieters und zum Preis eines Angebotes unterstützt. Nach § 16b und § 16d Absatz 1 wird der Zuschlag an ein Angebot eines Bieters vergeben, nachdem dessen Eignung und die Angemessenheit des Angebotspreises überprüft wurde. Der Zuschlag wird dem Bieter erteilt, welches als wirtschaftliches Angebot angesehen wird. Dabei wird dieses nach dem „Preis-Leistungs-Verhältnis“ gemessen.
Zur Verdeutlichung der Unterschiede zur anderen Branchen wird beispielsweise bei der Vergabe von Dienstfahrzeugen der Polizei der Zuschlag nur einem Angebot eines Herstellers bzw. einer Automarke erteilt. Die Fahrzeuge werden nach gewissen Kriterien, wie zum Beispiel technische Anforderungen und polizeispezifische Ausstattung ausgesucht und letztendlich erhält das wirtschaftlichste Angebot den Zuschlag.  Durch das Fehlen der Vergabe nach Fachlosen ist sowohl die für Bauvorhaben kennzeichnende, immer neue Zusammensetzung der Beteiligten als auch die Unterstützung und Sicherung der mittelständischen Interessen nicht gegeben.

## Kritik

### Vereinbarkeit mit Europarecht
In den europäischen Vergaberichtlinien werden die Mittelständischen Interessen im Vergleich zur VOB/A auf nationaler Ebene nicht explizit berücksichtigt, weshalb für den Auftraggeber keine Verpflichtung besteht, Bauaufträge als Fachlose zu vergeben. Die wichtigsten Hauptmerkmale für die Vergabe sind „das wirtschaftlich günstigste Angebot“ zu ermitteln, welches dann auch den Zuschlag bekommt. Die Förderung des Mittelstandes wird in diesem Fall als politisch angesehen, da das Interesse auf dem niedrigsten Preis und der Leistung konzentriert ist.

### Vereinbarkeit mit sonstigem Recht
Eine weitere Uneinigkeit entsteht durch den in § 127 Abs. 1 (GWB) vorgeschriebenen Grundsatz, dass das der Zuschlag an das wirtschaftlichste Angebot vergeben werden soll. Das Interesse an einer Gesamtvergabe, welche für den öffentlichen Auftraggeber wirtschaftlicher als eine Fachlosvergabe sein könnte, trifft dabei auf die Forderung der Vergabe durch Fachlose in § 97 Abs. 4, S. 2 (GWB) und § 5 Abs. 2 VOB/A sowie die Berücksichtigung und des Schutzes der Mittelständischen Interessen.